# Cratere Bagryana
Bagryana  è un cratere sulla superficie di Mercurio.